# Diritti LGBT nel mondo
Indagare grossolanamente, senza alcun tatto sulle tenerezze sessuali che si scambiano due uomini adulti in risposta a una disposizione sentimentale che è antica quanto il genere umano... "pratiche" che non riguardano nessuno tranne gli interessati; minacciarli di carcere vuol dire aprire la strada a ricattatori di ogni specie... è un modo goffo e maldestro, secondo me, di mostrare il proprio sentire morale. Il paragrafo 175 deve essere abolito.
Questa voce presenta una panoramica delle leggi inerenti alle persone e ai comportamenti omosessuali in diversi paesi del mondo; queste possono variare, anche di molto, da paese a paese: dalla completa equiparazione del matrimonio omosessuale a quello eterosessuale da una parte, alla pena di morte come condanna per i comportamenti omosessuali o anche solo per l'espressione della propria identità di genere dall'altra.
Negli ordinamenti giuridici che riconoscono i diritti per le persone lesbiche, gay, bisessuali o transgender, essi sono inquadrati nel più ampio spettro dei diritti umani e dei diritti civili e includono (ma non sono limitati a):
1. una legislazione anti bullismo, contro la discriminazione e il bullismo omofobico all'interno dell'ambito scolastico a protezione degli adolescenti omosessuali.
2. il riconoscimento dell'omogenitorialità.
3. l'uguaglianza in materia di immigrazione.
4. leggi anti discriminatorie in materia di occupazione ed alloggio.
5. leggi contro i crimini d'odio che prevedano sanzioni alla violenza contro le persone LGBT motivata da pregiudizio.
6. parificazione dell'età del consenso.
7. legislazione relativa all'orientamento sessuale e al servizio militare.
8. riconoscimento delle relazioni omosessuali, tramite unioni civili e matrimonio tra persone dello stesso sesso.
9. la possibilità di adozione da parte di coppie dello stesso sesso.
10. parità di accesso alle tecniche di procreazione assistita.
11. il riconoscimento giuridico del transessualismo e la possibilità di riassegnazione del sesso a partir dall'identità di genere.
12. l'accesso alla transizione, ad una riassegnazione chirurgica del sesso e ad una terapia ormonale sostitutiva.

Ad agosto 2024, l'omosessualità è reato in 61 paesi al mondo, nonché in 3 giurisdizioni sub-nazionali. Per comparazione, nel 2006 il numero era di 92, mentre nel 1989, l'anno prima della declassificazione dell'omosessualità come malattia mentale, era di circa 130.
Di questi 61, 45 condannano anche i rapporti omosessuali tra donne oltre che quelli tra uomini. In particolare, 5 nazioni attualmente puniscono i rapporti consensuali omosessuali con la pena di morte. Inoltre, la pena di morte è una pena possibile in altre 6 nazioni.

Ad agosto 2024, 36 fra paesi e dipendenze al mondo prevedono il matrimonio tra persone dello stesso sesso e 11 riconoscono soltanto altri tipi di unioni civili, inclusa l'Italia. Inoltre, 39 paesi al mondo permettono alle coppie LGBT di poter adottare, mentre ulteriori 2 paesi permettono soltanto la step-child adoption. 

Tutele e riconoscimenti legali per coppie omosessuali
Matrimonio egualitario
Matrimoni omosessuali riconosciuti, ma non celebrati
Unioni civili (o coabitazioni registrate)
Riconoscimento legale limitato (coabitazioni non registrate)
Riconoscimento limitato (diritto di soggiorno)
Nessun riconoscimento per le coppie di persone dello stesso sesso
Pratiche omosessuali illegali o altre restrizioni
La legge limita la libertà di espressione e associazione
Punizione minima, non applicata in pratica
Illecito penale
Imprigionamento
Pena di morte

     Matrimonio egualitario
     Matrimoni omosessuali riconosciuti, ma non celebrati
     Unioni civili (o coabitazioni registrate)
     Riconoscimento legale limitato (coabitazioni non registrate)
     Riconoscimento limitato (diritto di soggiorno)
     Nessun riconoscimento per le coppie di persone dello stesso sesso
     La legge limita la libertà di espressione e associazione
     Punizione minima, non applicata in pratica
     Illecito penale
     Imprigionamento
     Pena di morte

## Approccio storico

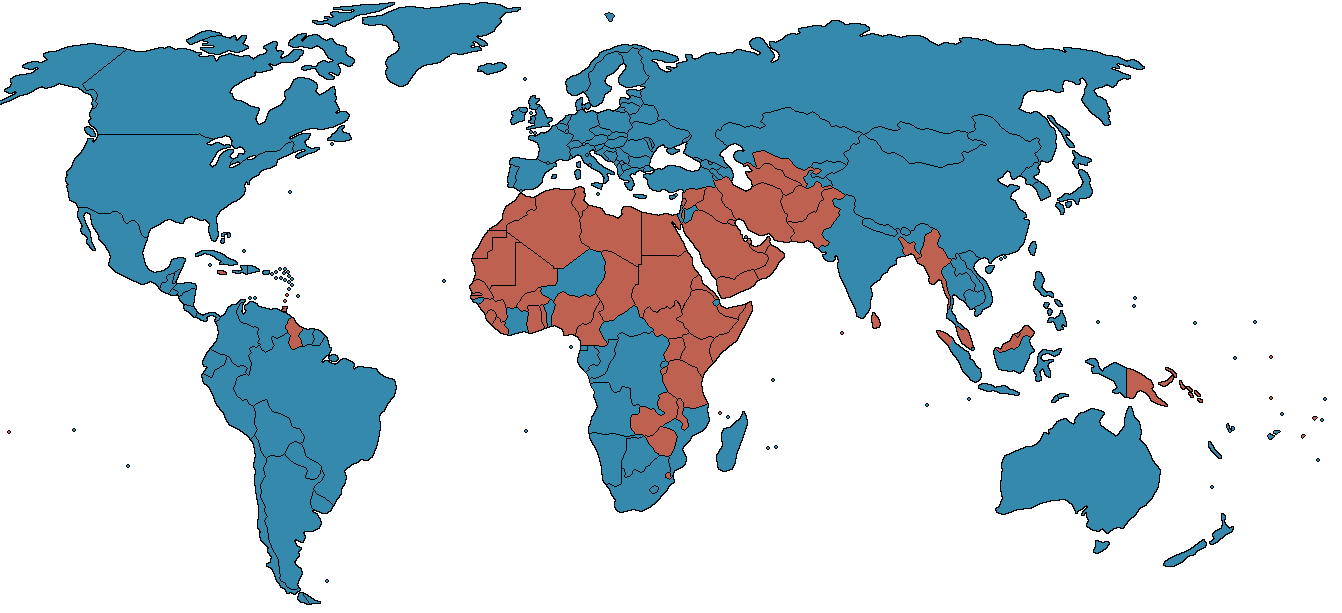
Paesi (in rosso) che criminalizzano l'omosessualità

### Antica Grecia

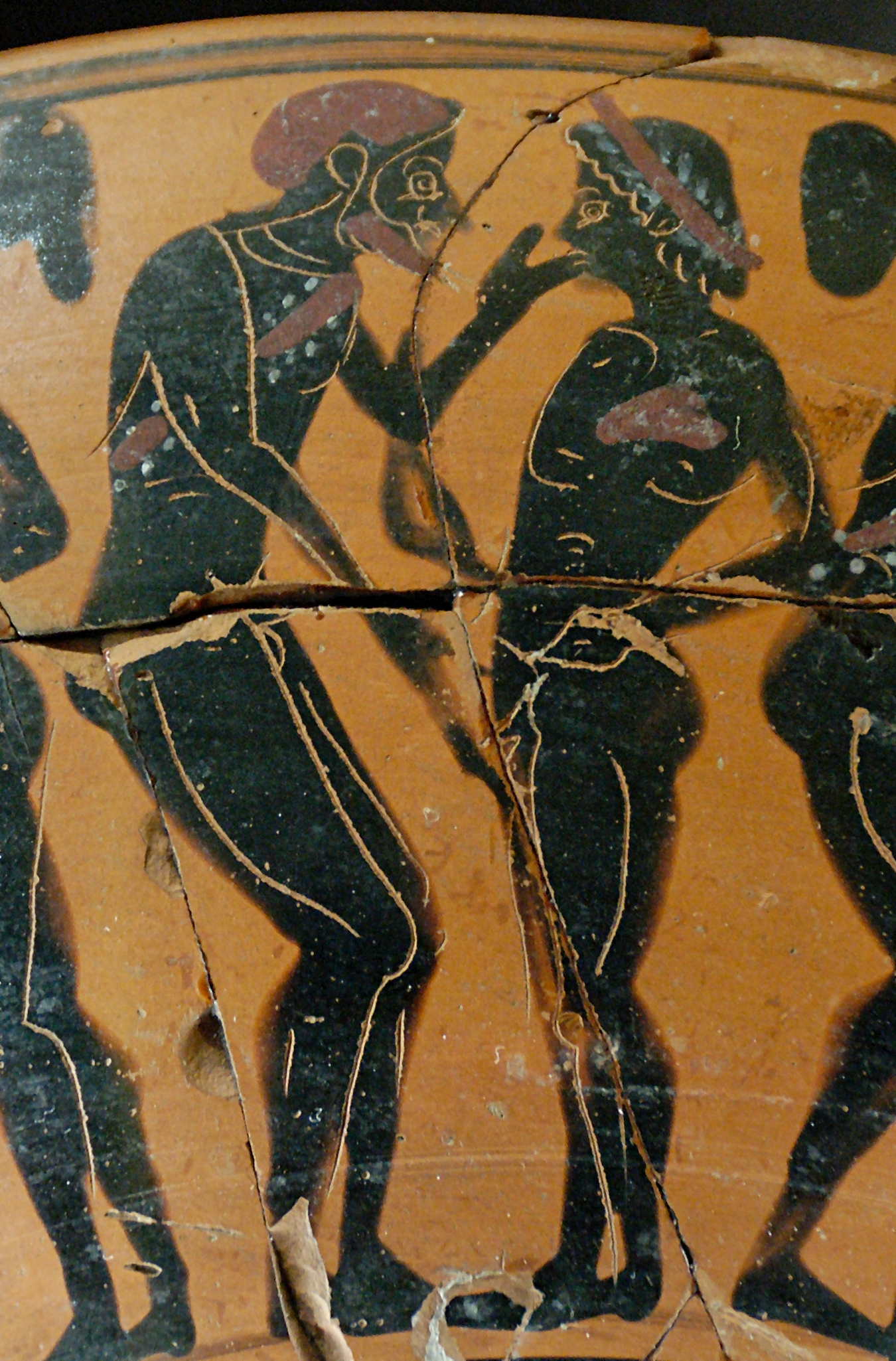
Scena di corteggiamento pederastico. Vaso a figure nero, 530-520 a.C.

I primi documenti riguardanti relazioni tra persone dello stesso sesso provengono dall'antica Grecia. Tali rapporti non sostituivano in nessun modo il matrimonio tra uomo e donna, ma si verificavano prima e accanto a esso. Un uomo maturo non avrebbe mai di solito avuto un compagno maschio maturo (con rare eccezioni in epoca ellenistica come quella riguardante Alessandro Magno e il suo compagno coetaneo Efestione), ma l'uomo più anziano sarebbe stato di norma l'erastès (amante) di un giovane eromenos (amato).
Questa forma di pederastia, derivante dalla più arcaica pederastia cretese, diventa nei secoli seguenti una raffinata e rigorosa istituzione a sfondo anche e soprattutto pedagogico-iniziatico. Gli uomini adulti potevano pertanto anche cercare ragazzi adolescenti come partner, come indicato da alcuni dei primi documenti riguardanti i rapporti pederastici risalenti alla civiltà micenea; spesso sono stati favoriti sulle donne. Anche se i ragazzi schiavi potevano essere acquistati, e abusati, i ragazzi liberi dovevano invece essere corteggiati, oltre che mantenersi rigorosamente entro i limiti stabiliti dalle norme della pederastia greca. Le fonti antiche suggeriscono inoltre che il padre del ragazzo avrebbe dovuto acconsentire al rapporto dando uno speciale benestare.
A proposito di omosessualità maschile tali documenti rappresentano un mondo in cui i rapporti con le donne abbinati in parallelo alle relazioni con i giovani sono stati il fondamento essenziale della vita amorosa di un uomo normale. Le relazioni omoerotiche rappresentavano una istituzione sociale variamente costruita nel tempo e con possibili variazioni da una città all'altra (vedi pederastia ateniese e pederastia tebana). La pratica formale, un rapporto in cui era spesso trattenuto o contenuto l'erotismo tra un maschio adulto libero e un'adolescente altrettanto libero, è stato valutato per i suoi benefici pedagogici inerenti alla paideia e l'agoghé.
Platone ha elogiato i suoi benefici nei primi scritti da lui redatti, mentre nelle sue ultime opere è giunto a proporne addirittura la proibizione. Nel Simposio (182 ter-D) si crea un'equivalenza tra l'accettazione dell'omoerotismo e il perseguimento degli ideali democratici (esempio supremo di ciò è quello dato dalla coppia di amanti tirannicidi Armodio e Aristogitone), la sua eventuale soppressione invece con il dispotismo, dicendo che l'"amore per i ragazzi" è considerato vergognoso dai barbari a causa dei loro governi dispotici e antidemocratici, proprio come lo sono anche la filosofia e la nudità atletica, dal momento che non è apparentemente nell'interesse di tali governanti di avere grandi idee generate dai loro sudditi, o potenti amicizie o comunità sportive, tutte attività atte a produrre l'amore per i giovani, che viene così particolarmente evidenziato. Aristotele però poco dopo, nella sua Politica, ha respinto le idee del maestro di abolire le relazioni omoerotiche spiegando inoltre che certi popoli barbari come i Celti gli hanno invece accordato un onore speciale, mentre i Cretesi la usavano per regolare la popolazione.

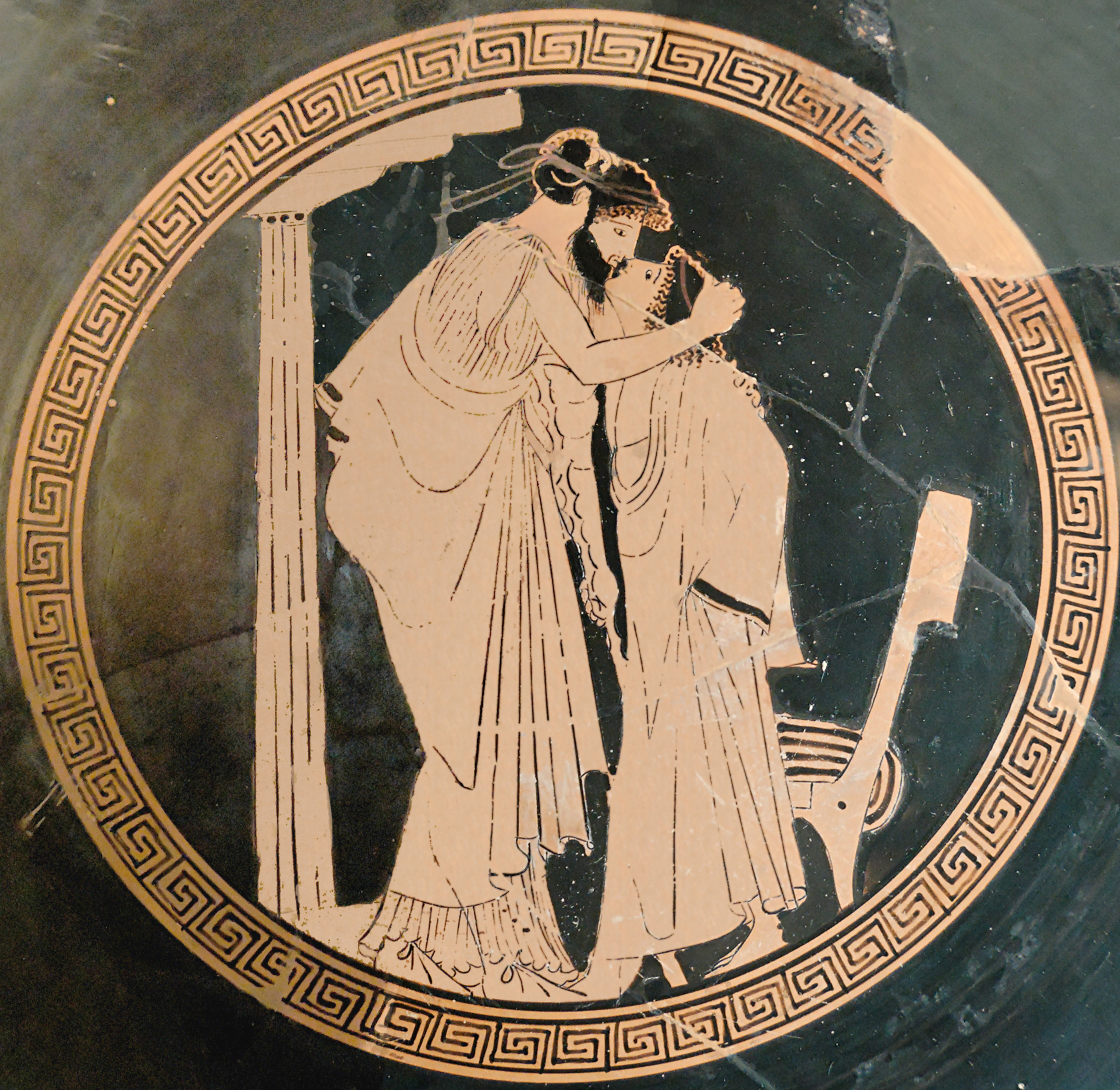
Bacio tra erastès ed eromenos, V secolo a.C.

L'ideale dichiarato era che entrambi i partner fossero stati ispirati all'amore simboleggiato da Eros (divinità primordiale che ispira nel cuore la passione erotica sia verso le donne sia nei confronti dei ragazzi), l'erastes doveva offrire disinteressatamente una forma completa di educazione ispirata ai valori civili e militari della polis di appartenenza, oltre a consigli di vita pratica nonché offerte e doni appropriati al proprio eromenos, che in genere finiva col diventare suo allievo devoto e assistente, per tutto il tempo in cui durava la loro relazione.
Mentre la sessualità tra la coppia avrebbe dovuto teoricamente rimanere entro certi limiti prefissati, senza atti penetranti e presumibilmente costituita principalmente dall'atto di frottage, dal sesso intercrurale o altre categorie di sesso non penetrativo. Anche se questo come detto era l'ideale da perseguire, realisticamente parlando, è probabile che in molti di questi rapporti si verificasse anche la fellatio e il sesso anale. Il risultato auspicato era il reciproco miglioramento, sia quindi dell'erastès adulto sia dell'eromenos adolescente, ognuno facendo del suo meglio per eccellere in modo da mantenersi degno del favore dell'altro.
Kenneth J. Dover, seguito poco dopo da Michel Foucault in Storia della sessualità e da David Halperin, presume che all'epoca fosse ritenuto improprio per l'eromenos sentire il desiderio nei confronti del partner né benché meno provarne piacere, dato che non sarebbe stato considerato un segno di mascolinità. La teoria di Dover ha provocato però diversi interrogativi alla luce dell'evidenza della poesia amorosa dell'epoca, Teognide e Anacreonte fra tutti, che suggerisce una connessione ben più emotiva e sentimentale rispetto alle precedenti ricerche accertate. Alcuni studi hanno poi mostrato che gli antichi Greci credevano che lo sperma fosse la fonte del sapere, della conoscenza, e che queste relazioni servissero quindi a passare la tensione ideale verso la saggezza - come una sorta di testimone - dall'erastès all'eromenos all'interno della società..

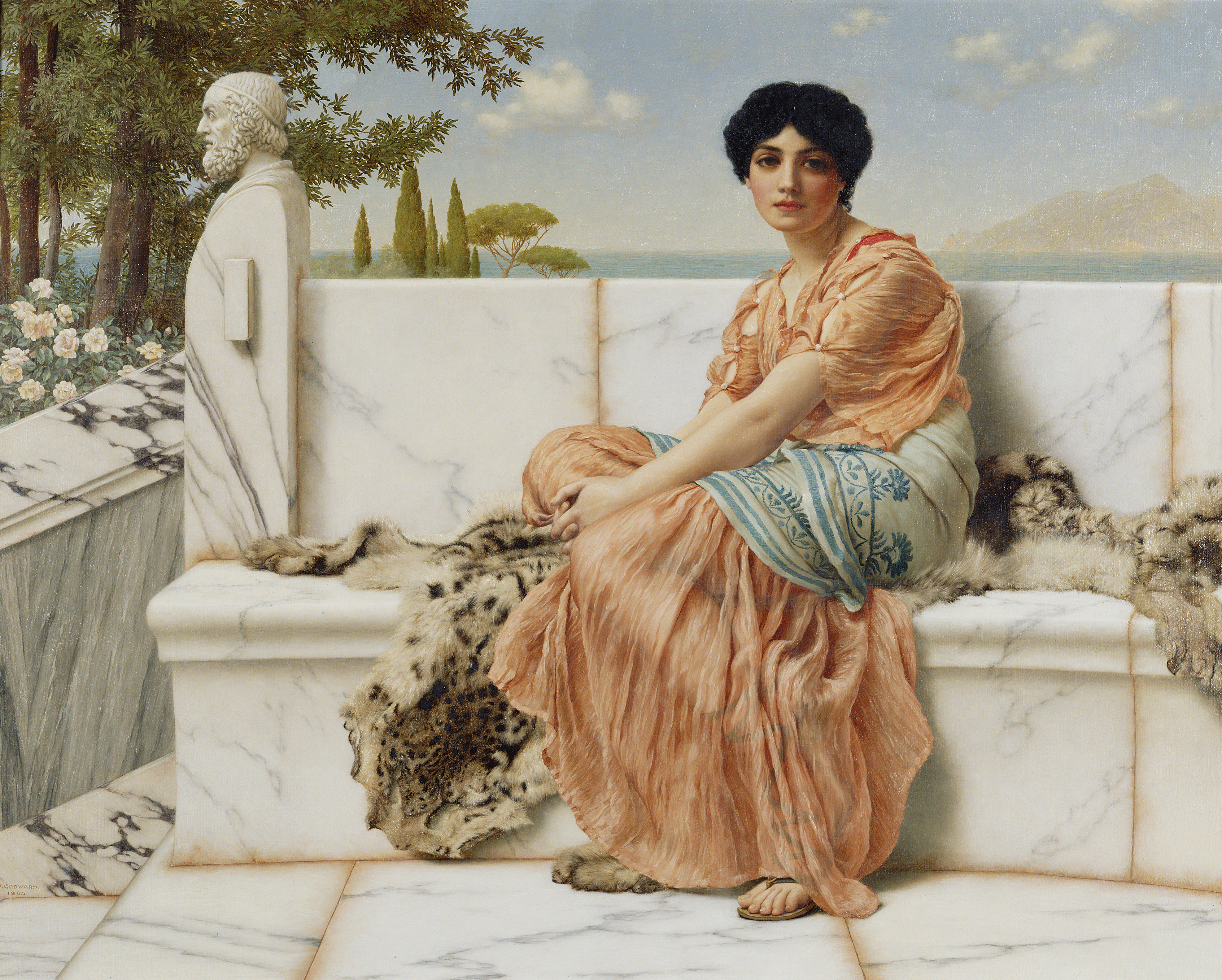
La poetessa Saffo di Mitilene (1904), di John William Godward

Una dichiarazione aperta circa una propria omosessualità esclusiva era infine considerata del tutto inaccettabile, passibile di esilio o in alcuni casi anche di condanna penale, questo perché è sempre stato considerato come un dovere civico inerente al proprio gruppo etnico quello di riprodursi.
Saffo, nata sull'isola di Lesbo, è stata inserita dai successivi commentatori Greci nella lista canonica dei nove poeti lirici. Gli aggettivi che derivano dal suo nome e dal luogo di nascita (saffico e lesbica) si sono venuti ad applicare per indicare l'omosessualità femminile a partire dal XIX secolo. Il fondamento della poetica saffica è incentrato sulla passione e l'amore per i vari personaggi descritti dalla poetessa, di entrambi i sessi. In molte delle sue poesie si parla di infatuazioni e amore (a volte corrisposto, a volte no) per varie ragazze, ma le descrizioni di veri e propri atti sessuali fisici tra donne sono pochi e oggetto di dibattito.

### Celti
Secondo Aristotele, anche se la maggior parte delle "nazioni belligeranti" sono stati fortemente influenzati dalle loro donne, i Celti erano un popolo alquanto insolito, perché i loro uomini apertamente preferivano amanti maschili (Politica II 1269b). HD Rankin nel suo "Celti e mondo classico" fa notare che sia attraverso "echi di Ateneo in un suo commento (603a), così come fa anche Ammiano Marcellino (30.9), questa pare essere stata l'opinione generale dell'antichità al riguardo.
Nel libro XIII delle sue Deipnosophistai, il retore greco-romano e grammatico Ateneo di Naucrati, ripetendo le affermazioni fatte da Diodoro Siculo nel I secolo a.C. (nella sua Biblioteca 5,32), ha scritto che le donne celtiche erano belle, ma che gli uomini preferivano dormire insieme.
Diodoro è anche andato oltre, affermando che "i giovani si offriranno agli estranei e si sarebbero offesi se l'offerta fosse stata rifiutata". Rankin sostiene che la fonte ultima di queste affermazioni è probabile che sia Posidonio e ipotizza che questi autori possano aver registrato una qual sorta di "rituale maschile".

### Antica India
Nei testi indù e vedici ci sono molte descrizioni di santi, semidei, e anche il Signore Supremo che trascendono le norme di genere e manifestano molteplici combinazioni di sesso e genere. Il Kamasutra, l'antico trattato indiano (un vero e proprio manuale sessuale), parla dei sentimenti rivolte a persone dello stesso sesso. I transessuali sono anche venerati, ad esempio Visnù in sembiante dell'affascinante Mohini ed il Signore Siva come Ardhanarishvara (che significa "per metà donna").

### Antica Roma
La "mentalità di conquista" (come afferma Eva Cantarella) comprendeva anche l'omosessualità nell'Antica Roma.

### Congo
Sir Edward Evan Evans-Pritchard ha registrato che negli ultimi maschi Zande guerrieri del nord Congo regolarmente assumevano giovani amanti maschi di età compresa tra i dodici e i venti anni, che inoltre contribuivano con le faccende domestiche e partecipavano a incontri di sesso intercrurale con i loro mariti più anziani. La pratica era però oramai morta dal XX secolo, dopo che gli europei avevano preso il controllo dei paesi africani, ma è stato raccontato ad Evans-Pritchard dagli anziani con i quali parlava.

### Giappone feudale
Nel periodo del Giappone medioevale, l'omosessualità è stata riconosciuta, da pari a pari (bi-do), sia in termini di pederastia (wakashudo), sia in termini di prostituzione maschile. Questi rapporti, soprattutto tra samurai e allievo, venivano spesso formalizzati in un "contratto di fraternità".

### Lesotho
Gli antropologi Stephen Murray e Will Roscoe hanno riferito che le donne potevano rimanere impegnate in rapporti socialmente sanzionati "a lungo termine, comprendenti relazioni erotiche" chiamato motsoalle.

### Papua Nuova Guinea
In Papua Nuova Guinea, le relazioni tra persone dello stesso sesso erano parte integrante della cultura fino alla metà del secolo scorso. In molte culture tradizionali melanesiane un ragazzo in età prepuberale si sarebbe accoppiato con un adolescente più grande che sarebbe diventato il suo mentore e che lo avrebbe "inseminato" (per via orale, anale, o altro, a seconda della tribù) per un certo numero di anni, fino al momento anche per i più giovani fosse giunto il periodo della pubertà.

## Leggi contro la “propaganda” omosessuale

Leggi contro la "propaganda" omosessuale
Paesi o territori che non hanno leggi di "propaganda" o "moralità" omosessuale
Con ammenda
Con una pena
Con la prigionia

Paesi o territori che non hanno leggi di "propaganda" o "moralità" omosessuale
     Con ammenda
     Con una pena
     Con la prigionia

## Pari età del consenso tra eterosessuali e omosessuali
Ad agosto 2022, vi sono 110 paesi al mondo che prevedono una stessa età del consenso sia per i rapporti sessuali tra persone di sesso diverso sia per i rapporti sessuali tra persone dello stesso sesso. Sono, invece, 11 i paesi in cui vi è una differenza e in tutti i casi è prevista un'età più alta per i rapporti sessuali tra persone dello stesso sesso. Di questi 11, 6 sono in Africa, 3 in America e 2 in Asia. In particolare, si tratta di Bahamas (18 anni), Bahrein (21), Benin (21), Repubblica del Congo (21), Costa d'Avorio (18), Indonesia (18), Madagascar (21), Niger (21), Paraguay (16), Rwanda (18) e Suriname (18). L'ultimo paese a eliminare questa distinzione è stato il Cile nel 2022. Una differente età del consenso è prevista anche in alcuni stati degli Stati Uniti d'America (Alabama, Kansas e Texas) e nei territori britannici d'oltremare di Anguilla, Bermuda, Isole Cayman, Turks e Caicos, Isole Vergini britanniche e Montserrat.

Anno in cui è stata sancita la pari età del consenso tra eterosessuali e omosessuali
1790–1829
1830–1839
1840–1859
1860–1869
1870–1879
1880–1889
1890–1929
1930–1939
1940–1949
1950–1959
1960–1969
1970–1979
1980–1989
1990–1999
2000–2009
2010-presente
Sconosciuto
Nessuna legge sul consenso / età uguale
Età non uguale delle leggi sul consenso per le persone omosessuali
Omosessualità illegale

     1790–1829
     1830–1839
     1840–1859
     1860–1869
     1870–1879
     1880–1889
     1890–1929
     1930–1939
     1940–1949
     1950–1959
     1960–1969
     1970–1979
     1980–1989
     1990–1999
     2000–2009
     2010-presente
     Sconosciuto
     Nessuna legge sul consenso / età uguale
     Età non uguale delle leggi sul consenso per le persone omosessuali
     Omosessualità illegale

## Adozioni per le coppie omosessuali

Adozione comune consentita
È consentita l'adozione del figlio del partner
Matrimonio permesso ma non adozioni
Nessuna legge che consente l'adozione da parte delle coppie dello stesso sesso

Adozione comune consentita
     È consentita l'adozione del figlio del partner
     Matrimonio permesso ma non adozioni
     Nessuna legge che consente l'adozione da parte delle coppie dello stesso sesso

## Servizio militare per le persone LGBT

Tutte le persone LGBT possono servire
Le persone LGB possono servire
Politica ambigua / sconosciuta
Le persone LGBT sono bandite dal servizio
Senza esercito

Tutte le persone LGBT possono servire
     Le persone LGB possono servire
     Politica ambigua / sconosciuta
     Le persone LGBT sono bandite dal servizio
     Senza esercito

## Divieto per il matrimonio egualitario in costituzione

Nessun divieto costituzionale di matrimoni o unioni tra persone dello stesso sesso
Il matrimonio tra persone dello stesso sesso è vietato da una costituzione laica
Il matrimonio tra persone dello stesso sesso è vietato da una legge religiosa costituzionalmente vincolante

Nessun divieto costituzionale di matrimoni o unioni tra persone dello stesso sesso
     Il matrimonio tra persone dello stesso sesso è vietato da una costituzione laica
     Il matrimonio tra persone dello stesso sesso è vietato da una legge religiosa costituzionalmente vincolante

## Leggi sull'espressione di genere

### Transessualità

Cambiamento dell'identità legale senza necessità di intervento
Cambiamento dell'identità legale con intervento chirurgico
Nessun cambiamento di identità legale
Sconosciuto/ambiguo

Cambiamento dell'identità legale senza necessità di intervento
     Cambiamento dell'identità legale con intervento chirurgico
     Nessun cambiamento di identità legale
     Sconosciuto/ambiguo

### Terzo genere

Non-binario / terzo genere disponibile come scelta volontaria
Solo per le persone intersessuali
Obbligatorio per il terzo genere
Obbligatorio per gli intersessuali
Nessun dato/nessuna possibilità di cambiamento

Non-binario / terzo genere disponibile come scelta volontaria
     Solo per le persone intersessuali
     Obbligatorio per il terzo genere
     Obbligatorio per gli intersessuali
     Nessun dato/nessuna possibilità di cambiamento

## Immigrazione

Riconoscimento delle coppie omosessuali nelle leggi nazionali sull'immigrazione
Sconosciuto

Riconoscimento delle coppie omosessuali nelle leggi nazionali sull'immigrazione
     Sconosciuto

## Leggi antidiscriminazione
Il 31 marzo 2010 il comitato dei ministri del Consiglio d'Europa ha adottato una raccomandazione agli stati membri riguardante le "misure per combattere la discriminazione per motivi di orientamento sessuale o identità di genere".

Diritti LGBT nelle Nazioni Unite: in azzurro i favorevoli, in rosso i contrari, in grigio gli astenuti.

Nel 2011 il Consiglio per i diritti umani delle Nazioni Unite ha approvato la sua prima risoluzione a favore del riconoscimento dei diritti LGBT, seguita da una relazione la quale documenta le violazioni dei diritti delle persone LGBT, tra cui il crimine d'odio, la criminalizzazione dell'omosessualità e la discriminazione. In seguito al rapporto vi è stata l'esortazione a che tutti i paesi che non l'hanno ancora fatto a promulgare ed adottare al più presto leggi di tutela dei diritti LGBT.

### Leggi sulla discriminazione in materia di occupazione per orientamento sessuale e/o identità di genere

Orientamento sessuale e identità di genere: tutti gli impieghi
Orientamento sessuale: tutti gli impieghi
Identità di genere: tutti i lavori
Orientamento sessuale e identità di genere: impiego pubblico
Nessuna legge sul lavoro a livello nazionale che copra l'orientamento sessuale e/o l'identità di genere

Orientamento sessuale e identità di genere: tutti gli impieghi
     Orientamento sessuale: tutti gli impieghi
     Identità di genere: tutti i lavori
     Orientamento sessuale e identità di genere: impiego pubblico
     Nessuna legge sul lavoro a livello nazionale che copra l'orientamento sessuale e/o l'identità di genere

### Leggi anti-discriminazione che riguardano beni e servizi per orientamento sessuale e/o identità di genere

Paesi e territori con leggi antidiscriminazione LGBT per beni e servizi
Orientamento sessuale e identità di genere coperti
Orientamento sessuale coperto
Identità di genere coperta
Nessuna legge anti-discriminazione a livello nazionale o locale che copra l'orientamento sessuale e/o l'identità di genere in beni e servizi

Orientamento sessuale e identità di genere coperti
     Orientamento sessuale coperto
     Identità di genere coperta
     Nessuna legge anti-discriminazione a livello nazionale o locale che copra l'orientamento sessuale e/o l'identità di genere in beni e servizi

### Leggi sulla discriminazione in costituzione sull'orientamento sessuale e/o sull'identità di genere

Orientamento sessuale e identità di genere coperti
Orientamento sessuale coperto
Identità di genere coperta
Nessuna legge di discriminazione costituzionale a livello nazionale o locale che copra l'orientamento sessuale e/o l'identità di genere

Orientamento sessuale e identità di genere coperti
     Orientamento sessuale coperto
     Identità di genere coperta
     Nessuna legge di discriminazione costituzionale a livello nazionale o locale che copra l'orientamento sessuale e/o l'identità di genere

### Leggi sui crimini d'odio verso le persone LGBT

Orientamento sessuale e leggi sul crimine di odio nell'identità di genere
Orientamento sessuale le leggi sul crimine di odio
Nessuna legge sui crimini di odio verso le persone LGBT

Orientamento sessuale e leggi sul crimine di odio nell'identità di genere
     Orientamento sessuale le leggi sul crimine di odio
     Nessuna legge sui crimini di odio verso le persone LGBT

### Divieto dell'incitamento all'odio basato sull'orientamento sessuale e/o sull'identità di genere

Incitamento all'odio basato sull'orientamento sessuale e sull'identità di genere proibito
Incitamento all'odio basato sull'orientamento sessuale proibito
Nessun divieto di incitamento all'odio basato sull'orientamento sessuale e sull'identità di genere

Incitamento all'odio basato sull'orientamento sessuale e sull'identità di genere proibito
     Incitamento all'odio basato sull'orientamento sessuale proibito
     Nessun divieto di incitamento all'odio basato sull'orientamento sessuale e sull'identità di genere

## Terapia di conversione vietata

Divieto di terapia di conversione sulla base dell'orientamento sessuale e dell'identità di genere
Divieto di fatto alla terapia di conversione
Proposta di divieto di terapia di conversione
Nessun divieto di terapia di conversione

Divieto di terapia di conversione sulla base dell'orientamento sessuale e dell'identità di genere
     Divieto di fatto alla terapia di conversione
     Proposta di divieto di terapia di conversione
     Nessun divieto di terapia di conversione

## Leggi sulla donazione di sangue

### Leggi sulla donazione di sangue da parte di uomini che fanno sesso con uomini

Gli uomini che fanno sesso con uomini possono donare sangue; Nessun differimento
Gli uomini che fanno sesso con uomini possono donare sangue; Differimento temporaneo
Gli uomini che fanno sesso con uomini non possono donare sangue; Differimento permanente
Nessun dato

Gli uomini che fanno sesso con uomini possono donare sangue; Nessun differimento
     Gli uomini che fanno sesso con uomini possono donare sangue; Differimento temporaneo
     Gli uomini che fanno sesso con uomini non possono donare sangue; Differimento permanente
     Nessun dato

### Leggi sulla donazione di sangue da parte di donne che sono state partner sessuali di uomini che fanno sesso con uomini

Le donne che sono state partner sessuali di uomini che fanno sesso con uomini possono donare sangue; Nessun differimento
Le donne che sono state partner sessuali di uomini che fanno sesso con uomini possono donare sangue; Differimento temporaneo
Le donne che sono state partner sessuali di uomini che fanno sesso con uomini non possono donare sangue; Differimento permanente
Nessun dato

Le donne che sono state partner sessuali di uomini che fanno sesso con uomini possono donare sangue; Nessun differimento
     Le donne che sono state partner sessuali di uomini che fanno sesso con uomini possono donare sangue; Differimento temporaneo
     Le donne che sono state partner sessuali di uomini che fanno sesso con uomini non possono donare sangue; Differimento permanente
     Nessun dato